# Scapegoat Hill
Scapegoat Hill är en by i unparished area Colne Valley, i distriktet Kirklees, i grevskapet West Yorkshire, i England. Byn är belägen 5 km från Huddersfield. Byn hade 739 invånare år 2021.